# Black Sheep (groupe)
Pour les articles homonymes, voir Black Sheep.
Black Sheep est un groupe de hip-hop américain, originaire de Brooklyn et du Queens, à New York.

## Biographie
Black Sheep est formé en 1989 par Andres « Dres » Titus et William « Mista Lawnge » McLean, tous deux originaires de New York, qui se sont rencontrés alors adolescents à Sanford, en Caroline du Nord. Black Sheep est le premier groupe de hip-hop à participer au Tonight Show with Jay Leno à la suite du départ de Johnny Carson. A Wolf in Sheep's Clothing est classé trois fois au classement Billboard Hot Dance Music/Club Play en 1992 avec The Choice Is Yours (Revisited) (#9), et Strobelite Honey (#1). Black Sheep participe également à un remix du single de Vanessa Williams, Work to Do (#8). La relation du groupe avec son label, Mercury/PolyGram, permet à Dres d'établir une boutique dans laquelle il peut signer ses propres artistes. Le second album du groupe, Non-Fiction, est publié la même année. Titus et McLean prennent une pause pour travailler sur leurs projets respectifs et quittent leur label.
En 2008, le single The Choice is Yours (Revisited) est classé à la 73e place du VH1's 100 Greatest Hip Hop Songs. La chanson est incluse dans une publicité de Kia Soul en 2010.

## Discographie

### Albums studio
- 1991 : A Wolf in Sheep's Clothing
- 1994 : Non-Fiction
- 2006 : 8WM/Novakane
- 2010 : From the Black Pool of Genius
- 2018 : Tortured Soul

### Singles
- 1991 : Flavor of the Month
- 1991 : The Choice is Yours
- 1992 : Strobelite Honey
- 1992 : Similak Child
- 1994 : Without A Doubt
- 1995 : North South East West
- 2006 : Whodat?

## Clips
- 1991 : Flavor of the Month
- 1991 : The Choice Is Yours
- 1992 : Bounce Ta This
- 1992 : Similak Child
- 1992 : Strobelite Honey
- 1993 : Jingle Jangle
- 1994 : Without a Doubt
- 2006 : Whodat?